# 三焦
三焦（さんしょう）とは、伝統中国医学における六腑の一つ。
胸椎1と胸椎2の輪切りにした部位を一焦、胸椎2と胸椎3を二焦、以下順に数え仙椎4と仙椎5の部位を二十一焦として全身を表した（焦は単位名である）。おおまかに横隔膜と腹膜をもって人体を3等分に分け、七焦、十四焦、二十一焦を区切りとし、上焦、中焦、下焦とした。これをもって人体の全身の機能を表した。腑としての三焦は以下に記す。
腑としての三焦は上焦、中焦、下焦（三元）の原気を擁し、その原気は五臓六腑（裏）、栄衛（半表半裏）、経絡（表）、人体の最深部から体表まで頭のてっぺんから足の先まで左右の手先まで全身すべてに行きわたる。腑としての三焦は全身に通じておりその原気は巡って全身内外左右上下全てを管理統括する。
十二経脈は生気の原（三焦の原）に係わっており、十二経脈の根本をなす。腎間の動気とも云う。生気の原は五臓六腑の本、十二経脈の根、呼吸の門である。これは三焦の原で人の生命活動の根本である。
五臓六腑の本とは深リンパ系を、十二経脈の根は浅リンパ系を、呼吸の門はリンパ咽頭輪をいう。
腎は膀胱と表裏をなす。腎の力によって水穀より生じ腹水として蓄えられた過分な水分（津液）は膀胱に滲み入り貯えられ体外に排出される。三焦はクダの腑で腎（腰リンパ本管）から上って肺（大静脈）に連なる。
腎の力によって流れ行く三焦の原気は制御活性化される。よって三焦も腎と膀胱に属す。腎は水を司る。三焦は生命の元である原気を擁し特別の腑とされる。
五臓六腑の一腑としての三焦は静脈のバイパスとして組織液の運搬に係わる。（中瀆之腑）病態四飲
三焦の原気は免疫抗体作用と食作用をなす。
腑としての三焦は、全身を表す三焦と混同されやすく、腑としての三焦は上、中、下焦に分布はするがそれらの生理機能とは何ら関係はない。
病態　自己免疫疾患　膀胱三焦腎気熱結　には水道　
人体の気とは三焦の原気をいう。井栄輸経合の内の原穴は三焦の原気（衛気）を現す。